# غرادي بروير
غرادي بروير (بالإنجليزية: Grady Brewer)‏ مواليد 22 ديسمبر 1970 في لوتون، هو ملاكم أمريكي يصنف ضمن فئة الوزن المتوسط.

## إحصائيات
خاض خلال مسيرته 52 نزالا، فاز في 32 ولم يتعادل وخسر في 20. فاز بالضربة القاضية في 16 نزالا.

## روابط خارجية
- غرادي بروير على موقع بوكس ريك (الإنجليزية) (registration required)